# Лот. Мулвони (Каљари)
Лот. Мулвони је насеље у Италији у округу Каљари, региону Сардинија.
Према процени из 2011. у насељу је живело 216 становника. Насеље се налази на надморској висини од 12 м.